# Inácio Bento de Morais
Inácio Bento de Morais (Santa Luzia,  — , 3 de janeiro de 1990) foi um político brasileiro.
Foi prefeito de Santa Luzia em 1946 e de 1959 a 1963 e deputado estadual de 1967 a 1975.
É pai do senador Efraim Morais.